# 7B (Band)
7B (russisch 7Б) ist eine russische Rock-Band aus Moskau, die am 8. März 2001 gegründet wurde. Sie wird von Iwan Nikolajewitsch Schapowalow produziert und veröffentlichte bisher vier Alben. Der Sänger der Gruppe ist Iwan Demjan, der unter anderem t.A.T.u.s Song „Tschto ne chwatajet“ mitschrieb.

## Diskografie
- 2001: Молодые ветра (Molodye wetra)
- 2004: Инопланетен (Inoplaneten)
- 2005: Отражатель (Otraschatel)
- 2006: The Best
- 2007: Моя любовь (Moja ljubow)